# Francobolli di Sicilia
I Francobolli di Sicilia costituiscono l'unica serie di francobolli emessa dalla Posta di Sicilia il primo gennaio 1859 per le esigenze postali del Regno di Sicilia. La stessa serie è anche nota come "Emissione dei domini al di là del faro" o "Emissione del Regno di Sicilia" o "Effigie di Ferdinando II". I sette francobolli furono stampati in altrettanti diversi colori e corrispondevano a sette valori nominali espressi in "grana". Tutte le vignette sono illustrate con l'effigie di Ferdinando II disegnata da Tommaso Aloisio Juvara.

## Notizie storiche
Il Regno delle Due Sicilie era diviso in due amministrazioni differenti: quella del Regno di Napoli e quella del Regno di Sicilia. Questa divisione era rispettata anche nelle amministrazioni postali per le quali furono emessi differenti francobolli. Nel Regno di Sicilia, altrimenti noto come "provincie oltre il faro" il Regio Decreto del 9 luglio 1857 avvisò che il sistema di invio della corrispondenza tra le due amministrazioni delle Due Sicilie fin lì adottato e che non prevedeva l'uso dei francobolli era da ritenersi provvisorio. Di fatto il primo gennaio 1858 vennero introdotti i francobolli per il Regno di Napoli e il Regno di Sicilia dovette attendere l'anno successivo. Autorità preposta all'emissione per il Regno di Sicilia era Giovanni Cassisi Ministro Segretario di Stato per gli Affari di Sicilia. Il Ministro Cassisi svolse una lunga indagine informativa inviando in Francia il tipografo Giuseppe La Barbera ai fini di relazionare sui metodi di stampa adottati e lo stesso La Barbera finirà per proporre di illustrare i francobolli con l'effigie del sovrano. Proposta che venne poi accettata affidando l'ideazione al miglior incisore del Regno: Tommaso Aloisio Juvara detto "Masino" (1809-1875). Juvara preparerà poi otto incisioni: una formava la parte superiore del francobollo e sette la parte inferiore contenente l'indicazione del valore. Giuseppe La Barbera dalle incisioni formò una prima tavola di stampa composta da 100 francobolli e da sottoporre all'attenzione del Ministro Cassisi che a sua volta fece effettuare delle prove di stampa da presentare al Concilio dei Direttori del Dipartimento di Stato. Il 30 settembre 1858 il Concilio decise per incaricare Antonino Pampillonia di effettuare una nuova esplorazione presso Parigi alla ricerca di un metodo di stampa alternativo a quello galvanoplastico già in uso nel Regno. A Parigi Pampillonia era già in contatto con il tipografo macchinista Emile Lecoq ideatore di una macchina da stampa che venne poi effettivamente acquistata e trasportata a Napoli per la produzione dei francobolli ma che non entrerà mai in funzione e verrà abbandonata presso una stanza della Zecca Reale. In seguito al fallimento del tentativo di usare la macchina di Lecoq fu riaffidata la produzione a Giuseppe La Barbera che utilizzando l'Officina Grafica di Francesco Lao situata a Palermo curò tutta la produzione. Venne effettuato prima un foglio di saggio contenente l'effigie di Ferdinando II, sette prove di stampa dei colori senza effigie ma con le diciture previste ed una prova dell'annullo a ferro di cavallo sia in bianco che sul saggio di un francobollo. Questo foglio sottoposto alla firma per approvazione da parte del Sovrano è oggi noto come "Scrigno Juvara". Il Regio Decreto del 29 novembre 1858 annunciava l'emissione che avvenne 1º gennaio 1859 e si componeva di 7 francobolli raffiguranti il profilo di Ferdinando II Re del Regno delle Due Sicilie. La serie non ebbe mai un documento che ne sancisse il fuori corso ma in seguito al Decreto del 27 maggio 1860 emanato da Giuseppe Garibaldi, nel corso della Spedizione dei Mille in qualità di dittatore, anche l'uso dei francobolli borbonici venne dichiarato soppresso.

## Notizie tecniche

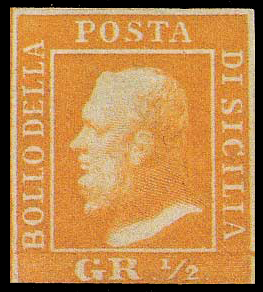
Un ½ grano ocra nuovo.

I sette valori di colori diversi e con la vignette illustrata dall'effigie di Re Ferdinando II di Borbone in bianco, erano contornati dalle diciture "BOLLO DELLA", "POSTA" "DI SICILIA" superiormente ed inferiormente dall'indicazione "GR." a cui seguiva il valore. 

Secondo alcuni autori, nella scelta dei 7 colori, si prestò attenzione affinché fosse impossibile formare il tricolore italiano con una qualsiasi combinazione;; altri autori fanno notare che nel carteggio del Ministro Cassisi viene indicato di porre attenzione per evitare combinazioni di colori non graditi al Sovrano ma non viene espressamente menzionato il tricolore italiano.

I valori erano espressi in grana (unità di misura monetaria delle Due Sicilie) e avevano un possibile cambio con quella stessa lira del Regno di Sardegna che poi diverrà lira Italiana; il cambio era in ragione di 1 grano ogni 0,042 lire.
L'elenco completo dei valori è:
| Valore | Colorazione                    | Soggetto       | Tavole |
| ------ | ------------------------------ | -------------- | ------ |
| ½ gr.  | arancio / giallo               | Effigie del Re | 2      |
| 1 gr.  | bruno / verde oliva            | Effigie del Re | 3      |
| 2 gr.  | azzurro / cobalto              | Effigie del Re | 3      |
| 5 gr.  | rosa carminio / rosa vermiglio | Effigie del Re | 2      |
| 10 gr. | azzurro cupo / indaco          | Effigie del Re | 1      |
| 20 gr. | grigio / ardesia               | Effigie del Re | 1      |
| 50 gr. | lacca bruno / cioccolato       | Effigie del Re | 1      |

## Le tavole di stampa
Dalle incisioni del "Masino" il meccanico Giuseppe La Barbera insieme al tipografo Francesco Lao ricavarono con metodo galvanoplastico le tavole (o lastre) di stampa in rame che consentivano di ottenere 100 esemplari su ogni foglio. La duplicazione dei conii originali, occorrenti a formare i cento cliché necessari ad assemblare l'intera tavola di stampa, non avveniva sempre in modo corretto e presto si resero necessari alcuni "ritocchi" nelle parti risultate poco visibili. Tali ritocchi vennero eseguiti manualmente pertanto si trovarono in posizioni facilmente identificabili. Ad esempio, è noto come nella tavola n° 1 del valore da ½ grano, alla posizione 19 vi sia un ritocco tondeggiante sopra la rappresentazione della nuca del sovrano; alla posizione 69 il ritocco si trova nello stesso posto ma ha forma oblunga. Altri ritocchi si resero poi necessari per contrastare l'usura subita durante il processo di stampa.

### La carta
Per avviare il processo di stampa vennero acquistati a Napoli 10.000 fogli di carta fatta a mano di spessore medio, che risultava soffice al tatto e porosa. Nel 1859 furono poi adoperati 5110 fogli di carta più liscia fatta a macchina a Palermo. Entrambi i tipi sono privi di filigrana.

### La calcografia e gli inchiostri
Per eseguire la stampa furono usati tre torchi calcografici e inchiostri la cui miscela era preparata localmente in base al quantitativo necessario. Per giustificare le molteplici varietà di tonalità dei colori molti autori hanno assecondato quella storiografia che voleva una maldestra mescolanza degli inchiostri dovuta a una atavica refrattarietà nei confronti del lavoro da parte degli operai delle officine meridionali. In realtà la cospicua varietà di tonalità cromatiche presenti nei francobolli è dovuta all'inesistenza di inchiostri tipografici pronti all'uso: all'epoca i tipografi erano soliti crearli partendo dai colori di base. Questa operazione non sempre riusciva a garantire per ogni colore la stessa identica tonalità e d'altro canto era impossibile preparare tutta insieme la quantità occorrente a una intera tiratura.

### I difetti di stampa
Sono noti alcuni difetti di stampa; tra questi il più rinomato è quello dovuto alla scarsa inchiostrazione del telaio calcografico, che rende il francobollo quasi evanescente. Il più ricercato tra questi difetti è senza dubbio “l'errore di colore” generato da uno sbaglio di inchiostrazione in azzurro anziché in arancio per i valori da ½ grano. Probabilmente in origine tali valori erano cento, oggi si ha la prova dell'esistenza di due soli di questi, che costituiscono una rarità mondiale. In base all'esistenza di queste due rarità si è certi che i francobolli errati vennero usati normalmente per posta in quanto entrambi risultano annullati con l'apposito timbro a "ferro di cavallo".
In alcuni esemplari sono state rinvenute le impronte lasciate dalla testa dei chiodi che venivano utilizzati per fermare i cliché nella tavola di stampa. Queste impronte si presentano come minuscoli cerchi sul bordo del francobollo.
Un'eccessiva aggiunta di olio di lino nell'impasto dell'inchiostro ha generato la stampa oleosa che attraversa l'intero spessore della carta ed appare al verso del francobollo. Tale difetto è noto solo sugli esemplari stampati sulla carta di Napoli ed in particolare su una busta affrancata con una coppia di esemplari del ½ grano inviata da Palermo a Trapani il 20 aprile del 1859.
Esistono due esemplari del francobollo da ½ grano stampati in azzurro invece che in arancio. Entrambi gli esemplari provengono dallo stesso foglio stampato con la seconda tavola e originariamente affrancavano lo stesso documento postale. La lettera fu poi ridotta a frammento e successivamente uno degli esemplari fu staccato mentre l'altro conservato vicino al timbro. Costituiscono i più importanti errori di colore di questa serie.

## La tiratura
La serie si impose subito all'attenzione del pubblico come “bella” grazie alla raffinata eleganza della grafica ed all'impareggiabile tecnica di incisione della tavola di stampa. La tiratura, ossia la quantità di francobolli stampati, è importante per individuare la rarità di questi oggetti e considerandola nell'insieme si arriva a 2.850.000 esemplari dei quali, secondo i registri del Magazzino delle Poste, furono venduti e forse annullati con timbro 2.281.243 esemplari, mentre 568.757 rappresentano la rimanenza mai usata e così suddivisa: 97.439 esemplari del ½ grano, 96.904 esemplari del 1 grano, 172.899 esemplari del 2 grana, 104.612 esemplari del 5 grana, 21.108 esemplari del 10 grana, 57.929 esemplari del 20 grana e 17.825 esemplari del 50 grana. In base a queste cifre è possibile intuire l'uso effettivo e dunque stabilire il principio di rarità secondo il quale, per questa serie, i francobolli usati sono di più di quelli nuovi ad eccezione del valore da 50 grana lacca che trovasi più raro allo stato di usato.

## La gomma e gli annulli

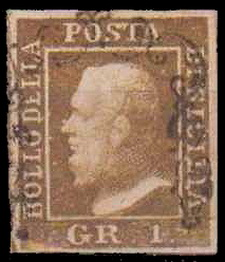
Francobollo da 1 grano con l'annullo caratteristico a ferro di cavallo.

Per incollare i francobolli alle lettere si usava la gomma già presente sul loro retro e che veniva applicata a mano alla fine del processo di produzione. Inizialmente venne usata una gomma bruna e di qualità mediocre per poi passare a una più bianca e infine a una lucida ma meno adesiva formata da una miscela di gomme di origine vegetale e animale. Una volta incollati, i francobolli, erano poi annullati con un timbro apposito divenuto motivo di curiosità e specializzazione da parte dei collezionisti. Non fu usato un semplice timbro tondo ma uno studiato appositamente dal pittore Carlo La Barbera di cui gli uffici postali furono forniti appositamente e che prese il nome di "ferro di cavallo". La cornice decorativa che creava imprimendo l'inchiostro annullante evitava di deturpare l'immagine del sovrano..

## Rarità e uso postale
Il motivo della rarità del 50 grana è da ricercare nelle tariffe postali praticate all'epoca: per una lettera di due fogli (4 pagine) erano sufficienti 4 grana pertanto difficilmente venivano impiegato un peso tale da giustificare l'uso di 50 grana. Sono però note alcune lettere con questa affrancatura: un plico diretto a Napoli da Messina il 16 maggio 1859 con una affrancatura in coppia con il valore da 20 grana azzurro per un totale di 70 grana, una lettera del 10 gennaio 1859 per un totale di 88 grana da Messina per Genova, tre lettere assicurate viaggiate all'interno della Sicilia con tariffa di 52 grana.
Si conoscono in tutto 75 lettere affrancate con il francobollo da 50 grana, prevalentemente indirizzate a Genova.

## Un fuori corso forzato
Il 22 maggio 1859 Ferdinando II morì a Caserta e gli successe sul trono il figlio Francesco II: non vi fu tempo di annullare la serie di francobolli e sostituirla con una del nuovo sovrano in quanto l'11 maggio 1860 iniziò con lo sbarco a Marsala la Mille di Garibaldi. Questi, con Decreto ufficiale del 27 maggio, soppresse l'uso dei francobolli borbonici ancora prima che l'intera isola fosse nelle mani dei siciliani; l'ultima data d'uso nota è il 23 luglio 1860 a Messina. Conseguentemente lo stesso annullo, studiato per preservare l'effigie reale, divenne motivo di beffa: qualche impiegato postale usò l'annullo a forma di ferro di cavallo capovolgendolo a formare un paio di corna.